# Hemiculter tchangi
Hemiculter tchangi är en fiskart som beskrevs av Fang 1942. Hemiculter tchangi ingår i släktet Hemiculter och familjen karpfiskar. IUCN kategoriserar arten globalt som otillräckligt studerad. Inga underarter finns listade i Catalogue of Life.